# Geórgios Kartális
Geórgios Kartális (grec moderne : Γεώργιος Καρτάλης ; 1908-1957) est un homme politique grec.

## Biographie
Kartális est né à Athènes d'une famille originaire de Volos. Il fait ses études  à Genève, à d'École polytechnique de Zurich, puis s'oriente vers les sciences économiques à l'Université de Munich et l'Université de Leipzig. Il termine son cursus à la London School of Economics (1930-1932) et à l'Université de Kiel (1932-1933).
Il revient en Grèce en 1933 prêt à s'impliquer dans la politique locale de Volos. Il se présente sans succès au poste de maire de la cité, mais est élu aux élections législatives de juin 1935 sous l'étiquette du Parti du peuple. Ses connaissances en économie et en finances lui valent d'être nommé secrétaire général au Ministère de l'Économie dans le gouvernement de Panagis Tsaldaris. Après le coup d'État du général Geórgios Kondýlis il est nommé ministre du Travail.
Le régime autoritaire de Metaxás marque un profond changement dans ses opinions politiques. Sa famille est traditionnellement conservatrice et monarchique. Lui-même a fait campagne pour le Parti monarchique du Peuple qui n'a jamais admis l'instauration de la Deuxième République hellénique et a fait partie du gouvernement Kondylis. Kartális devient après le 4 août un républicain convaincu et n'hésite pas à prendre des initiatives contre le régime.

## La Seconde Guerre mondiale
Kartális est combattant volontaire pendant la guerre italo-grecque. En avril-mai 1941, c'est l'armée allemande qui envahit la Grèce. Les premiers groupes de résistance s'organisent à partir de l'été et l'automne de 1941, bien que le mouvement armée ne sera opérationnel qu'un an plus tard. Kartális rencontre plusieurs vénizélistes et des officiers de l'armée républicaine comme Evripídis Bakirtzís dans le but de former un groupe de résistance républicaine. Mais c'est avec le colonel Dimitrios Psarros qu'il fonde le mouvement de Libération nationale et sociale (EKKA) à l'automne 1942.
EKKA devient la troisième organisation la plus importante de la Résistance grecque après le Front national de libération (EAM) et la Ligue nationale démocratique (EDES). Il dispose de sa branche armée qui s'appuie sur l'ancienne unité de Psarros, le 42e régiment d'Evzones. La rivalité avec les communistes de l'EAM-ELAS entraîne une confrontation en avril 1944 au cours de laquelle Psarros est assassiné. Malgré la dissolution de la branche armée, Kartális participe en tant que représentant de l'EKKA à la conférence du Liban qui aboutit à la constitution d'un gouvernement d'union nationale sous la présidence de Geórgios Papandréou et dans lequel il occupe le poste de vice-ministre de la Presse et de l'Information.

## Carrière après-guerre
Après la libération du pays en octobre 1944, le gouvernement de Papandreou est bientôt confronté à la méfiance et à la rivalité de l'EAM-ELAS, qui contrôle la majeure partie du pays, et du gouvernement en exil soutenu par les forces britanniques et auquel se rallie la plupart des élites politiques d'avant-guerre. Malgré quelques désaccords avec  Papandréou, Kartális reste en fonction en tant que ministre sans portefeuille d'octobre 1944 jusqu'à la démission de Papandreou, le 3 janvier 1945. Il est également ministre de l'Alimentation dans le gouvernement Themistoklis Sophoulis (novembre 1945-avril 1946), puis ministre des finances et de la coordination gouvernementale dans les cabinets Nikólaos Plastíras (1950-1952). Ses réformes des finances publiques ont ouvert la voie au miracle économique grec des années 1950-1960.
Avec Alexandros Svolos, il fonde le Parti démocratique des travailleurs mais subit un échec aux élections législatives de 1952. Il est réélu en 1956 et occupe entretemps le poste de maire de Volos.
Il meurt d'une crise cardiaque le 27 septembre 1957 à Londres.